# Anselme de Besate
Anselme de Besate (né à Besate, dans l'actuelle province de Milan, en Lombardie) est un lettré médiéval, neveu de l'archevêque de Milan Arnulf (998-1018).

## Biographie
Anselme de Besate fut éduqué à Parme avec Pierre Damien. Il est surtout connu pour sa carrière en Germanie. Il laisse un traité de rhétorique, le Rhetorimachia.

## Œuvres
- Rhetorimachia, éd. Karl Manitius, MGH, Weimar/Hanovre, Hermann Bohlaus Nachfolger, 1958